# Référendums constitutionnels australiens
Dix référendums constitutionnels sont organisés dans les six colonies australiennes autonomes entre juin 1898 et juillet 1900 afin d'approuver la fédération de ces six territoires en un seul selon les termes du projet de constitution validé dans les mois précédents par des représentants de cinq de ces colonies. Ils débouchent sur la création le 1er janvier 1901 du Commonwealth d'Australie.
Malgré le succès du « pour » aux quatre premiers référendums organisés en juin 1898, la fédération échoue faute de quorum en Nouvelle-Galles du Sud, où moins de 25 % des électeurs s'expriment en faveur de celle-ci. Du 29 janvier au 1er février 1899, les Premiers ministres des six colonies se réunissent pour amender le projet et décident l'organisation de nouveaux référendums : tenus d'avril à septembre dans cinq colonies, ceux-ci confirment ceux de l'année précédente, bien que l'abstention reste globalement élevée. 
La création de la Fédération est mise en œuvre le 9 juillet 1900, date de la sanction par la reine Victoria du Commonwealth of Australia Constitution Act voté par le parlement britannique. Trois semaines plus tard, l'Australie-Occidentale, dont la participation à la fédération restait jusque-là incertaine, vote également en faveur de la fédération et les six colonies australiennes deviennent le 1er janvier 1901 le Commonwealth d'Australie.

## Résultats détaillés

### Référendums de 1898

| État                      | Date        | Pour    | Pour  | Contre | Contre | Total   | Participation |
| État                      | Date        | Votes   | %     | Votes  | %      | Total   | Participation |
| ------------------------- | ----------- | ------- | ----- | ------ | ------ | ------- | ------------- |
| Tasmanie                  | 3 juin 1898 | 11.797  | 81,29 | 2.716  | 18,71  | 14.513  | 25,0          |
| Nouvelle-Galles du Sud    | 4 juin 1898 | 71.595  | 51,95 | 66.228 | 48,05  | 137.823 | 43,5          |
| Victoria                  | 4 juin 1898 | 100.520 | 81,98 | 22.099 | 18,02  | 122.619 | 50,3          |
| Australie-Méridionale     | 4 juin 1898 | 35.800  | 67,39 | 17.320 | 20,54  | 53.120  | 30,9          |
| Source : Direct Democracy |             |         |       |        |        |         |               |

### Référendums de 1899 et 1900

| État                      | Date              | Pour    | Pour  | Contre | Contre | Total   | Participation |
| État                      | Date              | Votes   | %     | Votes  | %      | Total   | Participation |
| ------------------------- | ----------------- | ------- | ----- | ------ | ------ | ------- | ------------- |
| Australie-Méridionale     | 29 avril 1899     | 65.990  | 79,46 | 17.053 | 20,54  | 83.043  | 54,4          |
| Nouvelle-Galles du Sud    | 28 juin 1899      | 107.420 | 56,49 | 82.741 | 43,51  | 190.161 | 63,4          |
| Tasmanie                  | 27 juillet 1899   | 13.437  | 94,40 | 797    | 5,60   | 14.234  | 41,8          |
| Victoria                  | 27 juillet 1899   | 152.653 | 93,96 | 9.805  | 6,04   | 162.458 | 56,3          |
| Queensland                | 28 septembre 1899 | 38.488  | 55,39 | 30.996 | 44,61  | 69.484  | 54,4          |
| Australie-Occidentale     | 31 juillet 1900   | 44.616  | 69,42 | 19.651 | 30,58  | 64.267  | 67,1          |
| Source : Direct Democracy |                   |         |       |        |        |         |               |